# تاريخ إسبانيا المعاصر

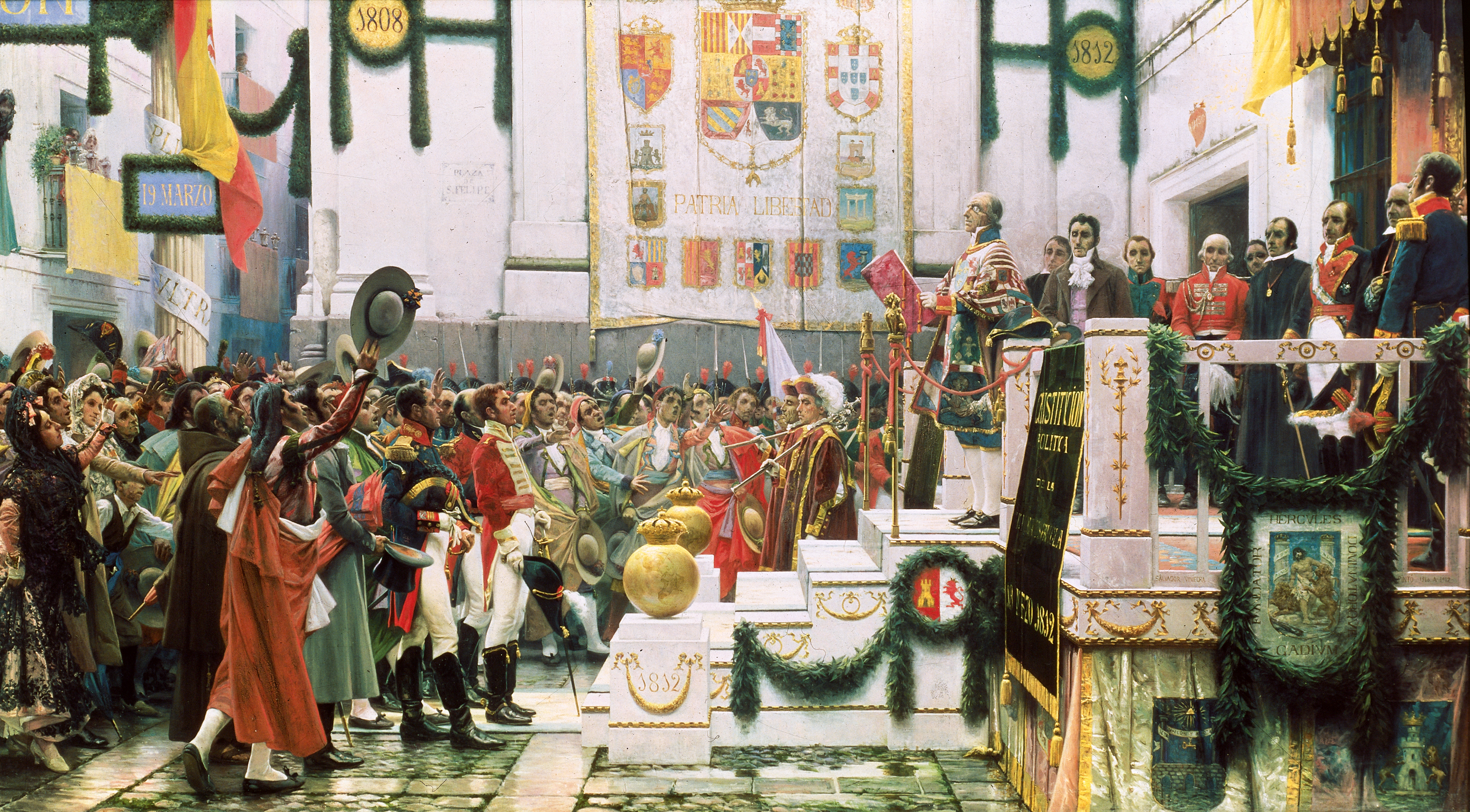
إصدار دستور عام 1812 ، عمل سلفادور فينيغرا (متحف كورتيس قادش).

التاريخ المعاصر لإسبانيا هو فرع من فروع علم التاأريخ وكذلك الفترة التاريخية من تاريخ إسبانيا التي تتوافق مع العصر الحديث في التاريخ العالمي . ومع ذلك، تعد المؤرخات الاسبانية ان نقطة البداية ليست الثورة الفرنسية ، ولا استقلال الولايات المتحدة ، ولا الثورة الصناعية الإنجليزية، بل حدثًا محليًا حاسمًا: بداية حرب الاستقلال الإسبانية (1808).

## عهد تشارلز الرابع (1788-1808)

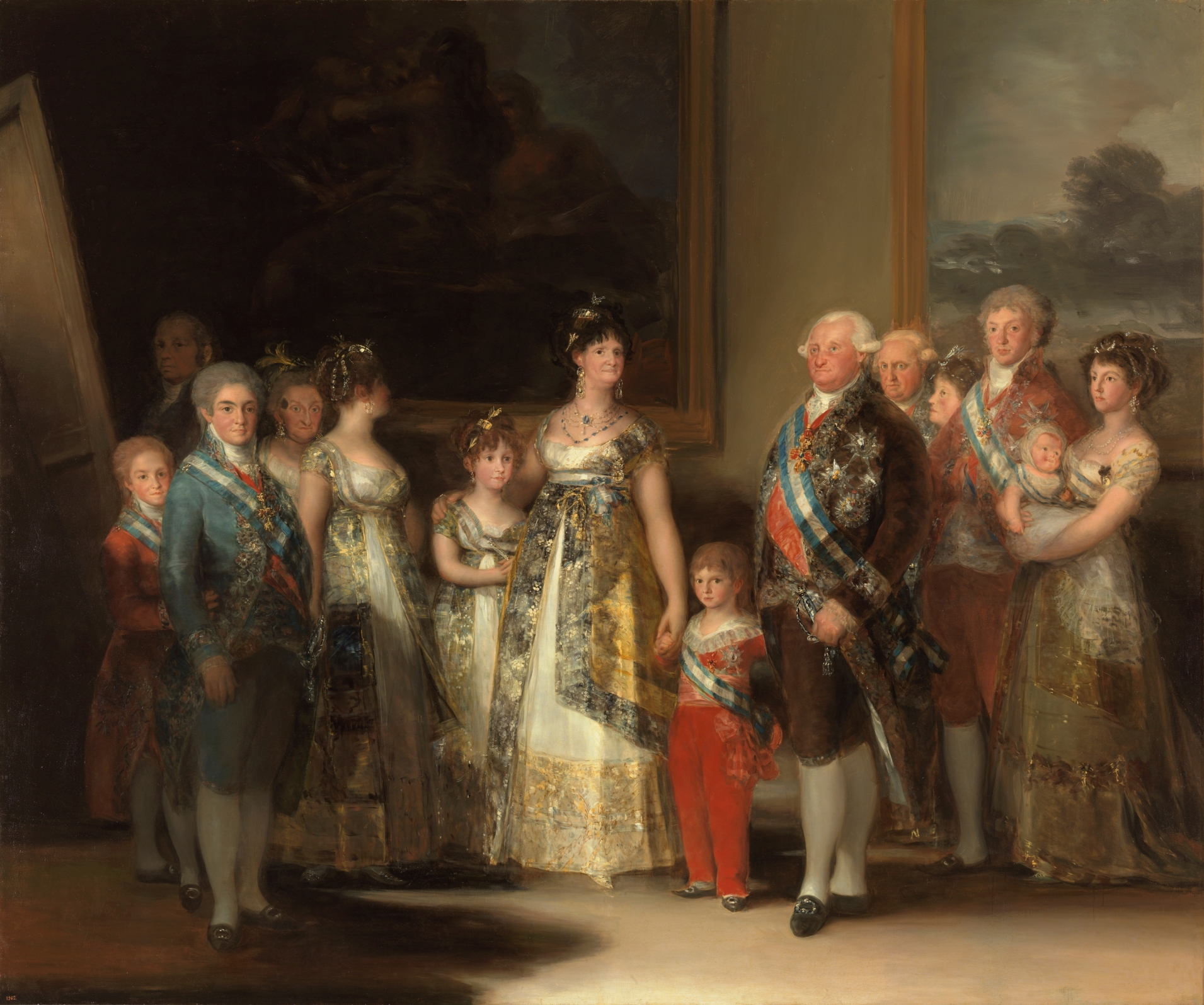
عائلة تشارلز الرابع ، بريشة غويا (1800). في الوسط، يقف تشارلز الرابع والملكة ماريا لويزا من بارما بجانب إنفانتي فرانسيسكو دي باولا دي بوربون (الذي سيؤدي رحيله عن القصر إلى انتفاضة 2 مايو 1808، تحت صرخة "إنهم يأخذونه منا!"). على اليسار، أمام الرسام مباشرة، يظهر المولود الأول، فرديناند السابع في المستقبل، وكارلوس ماريا إيسيدرو دي بوربون، المتظاهر الكارلي في المستقبل.

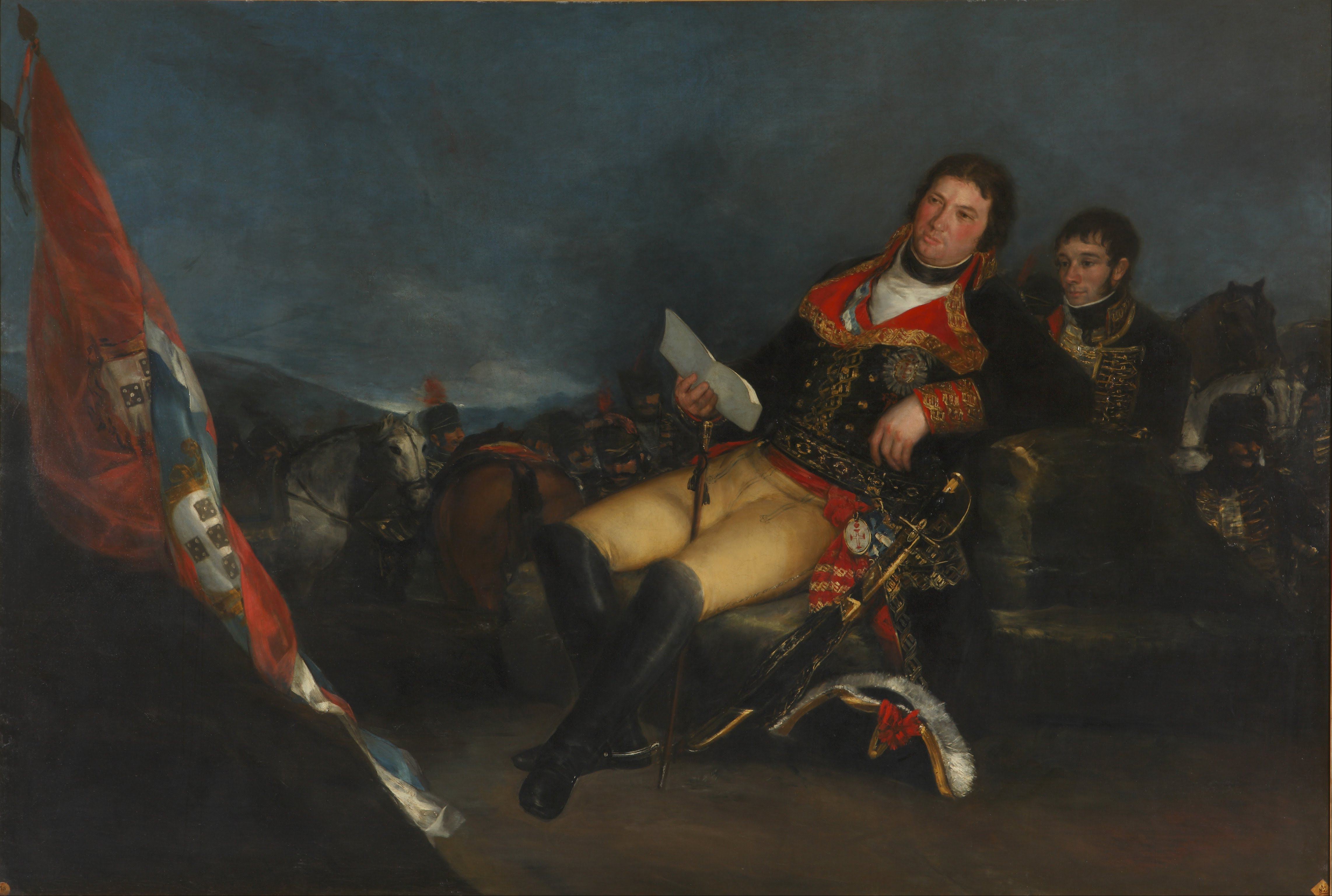
مانويل جودوي ، دوق ألكوديا وأمير السلام، بريشة غويا (1801).

أدى اندلاع الثورة الفرنسية (1789) إلى خلل في التوازن الدولي الأوروبي ، مما جعل إسبانيا على إحدى حدود البؤرة الثورية. وقد كانت الإجراءات الرامية إلى منع العدوى فعالة، وبعيدا عن المجموعات المعزولة من المؤيدين (مؤامرة بيكورنيل ، 1795) ،  كان التوافق الاجتماعي في إسبانيا مضادًا للثورة ، حيث روج له بنشاط من قبل رجال الدين وكان تحت سيطرة محاكم التفتيش ، التي كانت بمثابة حاجز صحي . وعلى الجانب الاخر، فشلت محاولات التحالف الأول في القضاء عسكريا على فرنسا الثورية (وهو ما تجسد على الحدود الإسبانية الفرنسية في حرب جبال البرانس أو روسيون ، 1793-1795). بعد إعادة توجيه العملية الداخلية الفرنسية ( رد الفعل الترميدوري ، 1794) نحو السلطة الشخصية لنابليون (1799)، تغيرت الأولويات الإسبانية، واتُخذ قراربتجديد التحالف الفرنسي الإسباني التقليدي (المعاهدات العائلية) على الرغم من أن من كان يتولى السلطة أو يجلس على عرش باريس لم يعد ملكًا من آل بوربون، بل سياسيون من عامة الشعب، أو إمبراطور بونابرت الذي توج نفسه. وأن هؤلاء المتطفلين حافظوا على الشرعية الثورية التي قادت لويس السادس عشر ، ابن عم ملك إسبانيا، إلى المقصلة.